# Илия Стоянов (диригент)
Вижте пояснителната страница за други личности с името Илия Стоянов.
Илия Христов Стоянов (Чанчето) е български диригент и режисьор, заслужил артист.

## Биография
Роден е през 1892 г. във Варна. Завършва Втора мъжка гимназия в София и частните музикални училища на Димитър Хаджигеоргиев и проф. Димитър Радев. Работи като втори диригент на оперетата в Свободния театър, след това е главен диригент и директор на Кооперативния театър. Диригент в Софийската опера (1947 – 1948) и в Държавния музикален театър (1948 – 1957). Член е на Съюза на музикалните дейци в България и на секция „Оперета“ при Института за художествена самодейност. Умира през 1975 г.
Личният му архив се съхранява във фонд 1467К в Централен държавен архив. Той се състои от 37 архивни единици от периода 1929 – 1975 г.
Носител на орден „Народна република България“ трета степен (1972).